# Prosthechea serpentilingua
Prosthechea serpentilingua är en orkidéart som beskrevs av Carl Leslie Withner och D.G.Hunt. Prosthechea serpentilingua ingår i släktet Prosthechea och familjen orkidéer. Inga underarter finns listade i Catalogue of Life.